# Эффективная площадь рассеяния

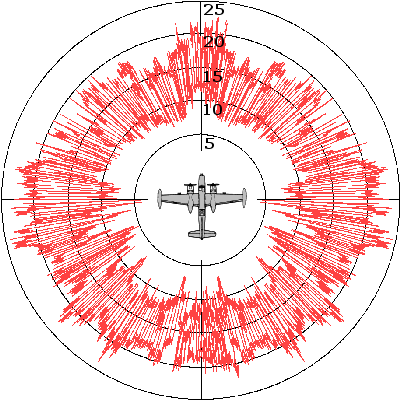
Пример диаграммы моностатической ЭПР (A-26 Инвэйдер)

Эффекти́вная пло́щадь рассе́яния (ЭПР; в некоторых источниках — эффективная пове́рхность рассеяния, эффективный попере́чник рассеяния, эффективная отража́ющая площадь, ЭОП) в радиолокации — площадь некоторой фиктивной плоской поверхности, расположенной нормально к направлению падающей плоской волны и являющейся идеальным и изотропным переизлучателем, которая, будучи помещена в точку расположения цели, создаёт в месте расположения антенны радиолокационной станции ту же плотность потока мощности, что и реальная цель.
ЭПР является количественной мерой свойства объекта рассеивать электромагнитную волну. Наряду с энергетическим потенциалом приемопередающего тракта и КУ антенн РЛС, ЭПР объекта входит в уравнение дальности радиолокации и определяет дальность, на которой объект может быть обнаружен радиолокатором. Повышенное значение ЭПР означает бо́льшую радиолокационную заметность объекта, снижение ЭПР затрудняет обнаружение (см. стелс-технология).
ЭПР конкретного объекта зависит от его формы, размеров, материала, из которого он изготовлен, от его ориентации (ракурса) по отношению к антеннам передающей и приемной позиций РЛС (в том числе, и от поляризации электромагнитных волн), от длины волны зондирующего радиосигнала. ЭПР определяется в условиях дальней зоны рассеивателя, приемной и передающей антенн радиолокатора.
Поскольку ЭПР — формально введенный параметр, то её значение не совпадает ни со значением полной площади поверхности рассеивателя, ни со значением площади его поперечного сечения (англ. Cross-Section). Расчет ЭПР — одна из задач прикладной электродинамики, которая решается с той или иной степенью приближения аналитически (только для ограниченного ассортимента тел простой формы, например, проводящей сферы, цилиндра, тонкой прямоугольной пластины и т. п.) или численными методами. Измерение (контроль) ЭПР проводится на полигонах и в радиочастотных безэховых камерах с использованием реальных объектов и их масштабных моделей.
ЭПР имеет размерность площади и обычно указывается в м² или дБкв.м. Для объектов простой формы — тестовых — ЭПР принято нормировать к квадрату длины волны зондирующего радиосигнала. ЭПР протяженных цилиндрических объектов нормируют к их длине (погонная ЭПР, ЭПР на единицу длины). ЭПР распределенных в объёме объектов (например, дождевого облака) нормируют к объёму элемента разрешения РЛС (ЭПР/м³). ЭПР поверхностных целей (как правило, участка земной поверхности) нормируют к площади элемента разрешения РЛС (ЭПР/м²). Иными словами, ЭПР распределенных объектов зависит от линейных размеров конкретного элемента разрешения конкретной РЛС, которые зависят от расстояния РЛС — объект.
ЭПР можно определить следующим образом (определение эквивалентно приведенному в начале статьи):
Эффективная площадь рассеяния (для гармонического зондирующего радиосигнала) — отношение мощности радиоизлучения эквивалентного изотропного источника (создающего в точке наблюдения такую же плотность потока мощности радиоизлучения, что и облучаемый рассеиватель) к плотности потока мощности (Вт/м²) зондирующего радиоизлучения в точке расположения рассеивателя.
ЭПР зависит от направления от рассеивателя на источник зондирующего радиосигнала и направления в точку наблюдения. Поскольку эти направления могут не совпадать (в общем случае источник зондирующего сигнала и точка регистрации рассеянного поля разнесены в пространстве), то определенная таким образом ЭПР называется бистатической ЭПР (двухпозиционной ЭПР, англ. bistatic RCS).
Диаграмма обратного рассеяния (ДОР, моностатическая ЭПР, однопозиционная ЭПР, англ. monostatic RCS, back-scattering RCS) — значение ЭПР при совпадении направлений от рассеивателя на источник зондирующего сигнала и на точку наблюдения. Под ЭПР часто подразумевают её частный случай — моностатическую ЭПР, то есть ДОР (смешивают понятия ЭПР и ДОР) из-за малой распространенности бистатических (многопозиционных) РЛС (по сравнению с традиционными моностатическими РЛС, оснащенными единой приемо-передающей антенной). Тем не менее, следует различать ЭПР(θ, φ; θ0, φ0) и ДОР(θ, φ) = ЭПР(θ, φ; θ0=θ, φ0=φ), где θ, φ — направление на точку регистрации рассеянного поля; θ0, φ0 — направление на источник зондирующей волны (θ, φ, θ0, φ0 — углы сферической системы координат, начало которой совмещено с рассеивателем).
В общем случае для зондирующей электромагнитной волны с негармонической временной зависимостью (широкополосный в пространственно-временно́м смысле зондирующий сигнал) эффективная площадь рассеяния — отношение энергии эквивалентного изотропного источника к плотности потока энергии (Дж/м²) зондирующего радиоизлучения в точке расположения рассеивателя.

## Расчёт ЭПР
Рассмотрим отражение волны, падающей на изотропно отражающую поверхность, площадью, равной ЭПР.
Отражённая от такой цели мощность — это произведение ЭПР на плотность падающего потока мощности:
| {\displaystyle P_{2}=\sigma \cdot \rho _{1}}, | (1) |

где {\displaystyle \sigma } — ЭПР цели, {\displaystyle \rho _{1}} — плотность потока мощности падающей волны данной поляризации в точке расположения цели, {\displaystyle P_{2}} — мощность, отражённая целью.
С другой стороны, излучённая изотропно мощность
| {\displaystyle P_{2}=4\pi R^{2}\cdot \rho _{2}}, | (2) |

где {\displaystyle R} — расстояние от РЛС до цели, {\displaystyle \rho _{2}} — плотность потока мощности отражённой от цели волны данной поляризации в точке расположения РЛС.
Подставляя выражение (2) в (1), получаем выражение для ЭПР цели:
| {\displaystyle \sigma =4\pi R^{2}{\frac {\rho _{2}}{\rho _{1}}}}. | (3) |

Или, используя напряженности поля падающей волны {\displaystyle E_{1}} в точке нахождения цели и отраженной волны {\displaystyle E_{2}} в месте расположения РЛС:
| {\displaystyle \sigma =4\pi R^{2}{\frac {E_{2}^{2}}{E_{1}^{2}}}}. | (4) |

Мощность на входе приёмника:
| {\displaystyle P_{r}=\rho _{2}\cdot S_{A}}, | (5) |

где {\displaystyle S_{A}} — эффективная площадь антенны.
Можно определить поток мощности падающей волны через излучённую мощность {\displaystyle P_{e}} и коэффициент направленного действия антенны {\displaystyle D} для данного направления излучения.
| {\displaystyle \rho _{1}={\frac {P_{e}}{4\pi R^{2}}}D}. | (6) |

Подставляя (6) и (2) в (5), для мощности на входе приёмника РЛС имеем:
| {\displaystyle P_{r}=S_{A}\cdot \rho _{2}=S_{A}{\frac {P_{2}}{4\pi R^{2}}}=S_{A}{\frac {\sigma \rho _{1}}{4\pi R^{2}}}=S_{A}\sigma {\frac {P_{e}}{(4\pi R^{2})^{2}}}D}. | (7) |

Или
| {\displaystyle P_{r}=k_{0}\sigma }, | (8) |

где {\displaystyle k_{0}={\frac {P_{e}}{(4\pi R^{2})^{2}}}DS_{A}}.
Таким образом,
| {\displaystyle \sigma ={\frac {P_{r}}{P_{e}}}{\frac {(4\pi R^{2})^{2}}{S_{A}D}}}. | (9) |

## Физический смысл ЭПР
ЭПР имеет размерность площади (м²), но является не геометрической площадью, а энергетической характеристикой, то есть определяет величину мощности принимаемого сигнала.
{\displaystyle \sigma [db]=10\lg {\frac {\sigma }{\sigma _{0}}}}
Аналитически ЭПР можно рассчитать только для простых целей. Для сложных целей ЭПР измеряется практически на специализированных полигонах, или в безэховых камерах.
ЭПР цели не зависит ни от интенсивности излучаемой волны, ни от расстояния между станцией и целью. Любое увеличение {\displaystyle \rho _{1}} ведёт к пропорциональному увеличению {\displaystyle \rho _{2}} и их отношение в формуле не изменяется. При изменении расстояния между РЛС и целью отношение {\displaystyle {\rho _{2}}/{\rho _{1}}} меняется обратно пропорционально {\displaystyle R^{2}} и величина ЭПР при этом остается неизменной.

## ЭПР распространённых точечных целей

### Выпуклой поверхности

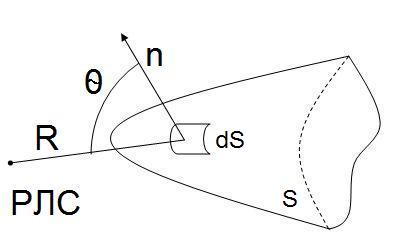

Поле от всей поверхности S определяется интегралом {\displaystyle \int \limits _{S}...\,dS}.
Необходимо определить E2 и отношение {\displaystyle {\frac {E_{2}^{2}}{E_{1}^{2}}}} при заданном расстоянии до цели.
Везде ниже {\displaystyle {\lambda }} означает длину волны в сантиметрах.
{\displaystyle \sigma =4\pi R^{2}\left|{\frac {E_{2}^{2}}{E_{1}^{2}}}\right|}
| {\displaystyle E_{2}={\frac {1}{\lambda }}\int \limits _{S}{\frac {E_{1}}{R}}\exp(-j\cdot 2kR)\cos \theta \,dS}, | (10) |

где k — волновое число.
1) Если объект небольших размеров, то {\displaystyle R,E_{1}\approx const} — расстояние и поле падающей волны можно считать неизменными.
2) Расстояние R можно рассматривать как сумму расстояния до цели и расстояния в пределах цели:
{\displaystyle R=R_{0}+r}
- {\displaystyle R_{0}} — расстояние от РЛС до объекта
- {\displaystyle r} — местное расстояние

Тогда:
| {\displaystyle E_{2}={\frac {E_{1}}{\lambda R}}\exp(-j\cdot 2kR_{0})\int \limits _{S}{\frac {E_{1}}{R}}\exp(-j\cdot 2kr)\cos \theta \,dS}, | (11) |
| {\displaystyle {\frac {E_{2}}{E_{1}}}={\frac {1}{\lambda R}}e^{-j2kR}\int \limits _{S}{\frac {E_{1}}{R}}e^{-j2kr}\cos \theta \,dS}, | (12) |
| {\displaystyle \left\|{\frac {E_{2}}{E_{1}}}\right\|=\left\|{\frac {1}{\lambda R}}\left(e^{-j4\pi {\frac {R}{\lambda }}}{\Bigr \|}_{\approx 1}\right)\int \limits _{S}{\frac {E_{1}}{R}}e^{(-j2kr)}\cos \theta \,dS\right\|={\frac {1}{\lambda R}}\left\|\int \limits _{S}{\frac {E_{1}}{R}}e^{(-j2kr)}\cos \theta \,dS\right\|}, | (13) |
| {\displaystyle \sigma ={\frac {4\pi }{\lambda ^{2}}}\left\|\int \limits _{S}e^{-j2{\frac {2\pi }{\lambda }}r}\cos \theta \,dS\right\|^{2}}, | (14) |

#### Плоской пластины
Плоская поверхность — частный случай криволинейной выпуклой поверхности.
| {\displaystyle \sigma ={\frac {4\pi }{\lambda ^{2}}}S^{2}} | (15) |

Если плоскость с площадью 1 м², а длина волны 10 см (3 ГГц), то
{\displaystyle \sigma ={\frac {4\pi \approx 12}{10^{-2}}}\approx 1200[m^{2}]}

### Шара
Для шара 1-й зоной Френеля будет зона, ограниченная экватором.
| {\displaystyle \sigma =\pi r^{2}} | (16) |

### Уголкового отражателя

Принцип действия уголкового отражателя

Уголковый отражатель представляет собой три перпендикулярно расположенных плоскости. В отличие от пластины, уголковый отражатель даёт хорошее отражение в широком диапазоне углов.

#### Треугольный
Если используется уголковый отражатель с треугольными гранями, то ЭПР
| {\displaystyle \sigma ={\frac {4\pi }{3\lambda ^{2}}}a^{4},} | (17) |

где {\displaystyle a} — длина ребра.

#### Четырёхугольный
Если уголковый отражатель составлен из граней четырёхугольной формы, то ЭПР
| {\displaystyle \sigma ={\frac {4\pi }{\lambda ^{2}}}3a^{4}.} | (18) |

#### Применение уголковых отражателей
Уголковые отражатели применяются:
- в качестве ложных целей;
- как радио-контрастные ориентиры;
- при проведении экспериментов сильного направленного излучения.

### Дипольного отражателя
Дипольные отражатели используются для создания пассивных помех работе РЛС.
Величина ЭПР дипольного отражателя зависит в общем случае от ракурса наблюдения, однако ЭПР по всем ракурсам:
{\displaystyle \sigma =0,17\lambda ^{2}}
Дипольные отражатели используются для маскировки воздушных целей и рельефа местности, а также как пассивные радиолокационные маяки.
Сектор отражения дипольного отражателя составляет ~70°

### ЭПР сложных целей (реальных объектов)
ЭПР сложных реальных объектов измеряются на специальных установках, или полигонах, где достижимы условия дальней зоны облучения.
| #     | Тип цели                                         | {\displaystyle \sigma _{\text{ц}}} [м²] |
| ----- | ------------------------------------------------ | --------------------------------------- |
| 1     | Авиация                                          |                                         |
| 1.1   | Самолёт-истребитель                              | 3—12                                    |
| 1.2   | Малозаметный истребитель                         | 0,3—0,4                                 |
| 1.3   | Фронтовой бомбардировщик                         | 7—10                                    |
| 1.4   | Тяжёлый бомбардировщик                           | 13—20                                   |
| 1.4.1 | Бомбардировщик В-52                              | 100                                     |
| 1.4   | Транспортный самолёт                             | 40—70                                   |
| 2     | Суда                                             |                                         |
| 2.1   | Подводная лодка в надводном положении            | несколько кв. метров.                   |
| 2.2   | Рубка подводной лодки в надводном положении      | несколько кв. метров.                   |
| 2.3   | Катер                                            | 50                                      |
| 2.4   | Ракетный катер                                   | 500                                     |
| 2.5   | Эсминец                                          | 10000                                   |
| 2.6   | Авианосец                                        | 50000                                   |
| 3     | Наземные цели                                    |                                         |
| 3.1   | Автомобиль                                       | 3—10 (волна около 1 см)                 |
| 3.2   | Танк Т-90 (длина волны 3—8 мм)                   | 29                                      |
| 4     | Боеприпасы                                       |                                         |
| 4.1   | Крылатая ракета ALCM (длина волны 8 мм)          | <0.1                                    |
| 4.2   | Головная часть оперативно-тактической ракеты     | 0,15—1,6                                |
| 4.3   | Ядерная боеголовка БРПЛ(TN-75/TN-71)             | 0,01/0,1—0,25                           |
| 5     | Прочие цели                                      |                                         |
| 5.1   | Человек                                          | 0,8—1                                   |
| 6     | Птицы (со сложенными крыльями, длина волны 5 см) | (максимальная граница ЭПР)              |
| 6.1   | Грач (Corvus frugilegus)                         | 0,0048                                  |
| 6.2   | Лебедь-шипун (Cygnus olor)                       | 0,0228                                  |
| 6.3   | Большой баклан (Phalacrocorax carbo)             | 0,0092                                  |
| 6.4   | Красный коршун (Milvus Korshun)                  | 0,0248                                  |
| 6.5   | Кряква (Anas platyrhynchos)                      | 0,0214                                  |
| 6.6   | Серый гусь (Anser anser)                         | 0,0225                                  |
| 6.7   | Серая ворона (Corvus cornix)                     | 0,0047                                  |
| 6.8   | Полевой воробей (Passer montanus)                | 0,0008                                  |
| 6.9   | Обыкновенный скворец (Sturnus vulgaris)          | 0,0023                                  |
| 6.10  | Озёрная чайка (Larus ridibundus)                 | 0,0052                                  |
| 6.11  | Белый аист (Ciconia ciconia)                     | 0,0287                                  |
| 6.12  | Чибис (Vanellus vanellus)                        | 0,0054                                  |
| 6.13  | Гриф-индейка (Cathartes aura)                    | 0,025                                   |
| 6.14  | Сизый голубь (Columba livia)                     | 0,01                                    |
| 6.15  | Домовый воробей (Passer domesticus)              | 0,0008                                  |

## ЭПР сосредоточенной цели

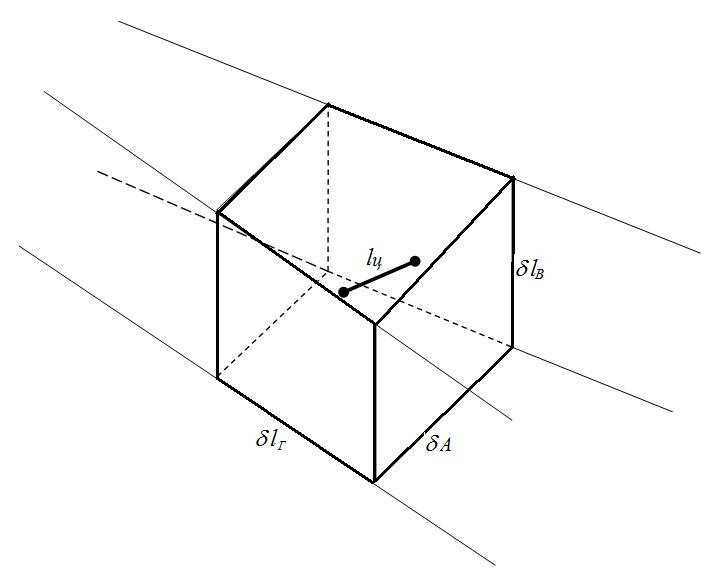
Двуточечная цель в разрешающем объёме локатора

Двуточечной целью будем называть пару целей, находящуюся в одном объёме разрешения РЛС.
Используя формулу (4), можем найти амплитуды полей отражённой волны:
{\displaystyle \sigma =4\pi R^{2}{\frac {E_{2}^{2}}{E_{1}^{2}}}}
| {\displaystyle {\dot {U}}_{1}=U_{1}\exp(j\omega _{0}(t-t_{R_{1}}))} | (19) |
| {\displaystyle {\dot {U}}_{2}=U_{2}\exp(j\omega _{0}(t-t_{R_{2}}))} | (20) |

Временные задержки можно рассчитать:

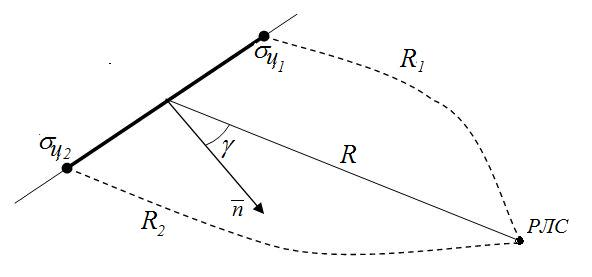
К расчёту ЭПР двуточечной цели

{\displaystyle t_{R_{1}}={\frac {2R_{1}}{c}}}
{\displaystyle t_{R_{2}}={\frac {2R_{2}}{c}}}
Отсюда:
| {\displaystyle {\dot {U}}_{1}=U_{1}\exp(-j\omega _{0}t_{R_{1}}))=U_{1}\exp(-j\underbrace {2{\tfrac {2\pi }{\lambda }}R_{1}} _{\varphi _{1}})} | (21) |
| {\displaystyle {\dot {U}}_{2}=U_{2}\exp(-j\omega _{0}t_{R_{2}}))=U_{2}\exp(-j\underbrace {2{\tfrac {2\pi }{\lambda }}R_{2}} _{\varphi _{2}})} | (22) |

тогда:
| {\displaystyle U_{\Sigma }={\dot {U}}_{1}+{\dot {U}}_{2}=U_{1}e^{-j\varphi _{1}}+U_{2}e^{-j\varphi _{2}}} | (23) |

{\displaystyle U_{\Sigma }=\left|{\dot {U}}_{\Sigma }\right|={\sqrt {{\dot {U}}_{\Sigma }{\dot {U}}_{\Sigma }^{*}}}}
| {\displaystyle U_{\Sigma }={\sqrt {U_{1}^{2}+U_{2}^{2}-2U_{1}U_{2}\cos \varphi _{12}}}} | (24) |
| {\displaystyle \phi _{12}=2kl\sin \gamma }                                              | (25) |
| {\displaystyle {\dot {U}}_{prm}=k_{1}{\sqrt {\sigma }}}                                 |      |

Следовательно,
| {\displaystyle \sigma _{\Sigma }=\sigma _{1}+\sigma _{2}+2{\sqrt {\sigma _{1}\sigma _{2}}}\cos(2{\tfrac {2\pi }{\lambda }}l\sin \gamma )} | (26) |

### Диаграмма обратного рассеяния
Зависимость ЭПР от угла отражения {\displaystyle \sigma (\gamma )} — называется диаграммой обратного рассеяния (ДОР).
ДОР будет иметь изрезанный характер и явно многолепестковый. При этом нули ДОР будут соответствовать противофазному сложению сигналов от цели в точке расположения РЛС, а ток — синфазному значению. При этом ЭПР может быть как больше, так и меньше ЭПР каждой из отдельных целей. Если волны приходят в противофазе, то будет наблюдаться минимум, а если в фазе, то максимум:
{\displaystyle \sigma _{min}=({\sqrt {\sigma _{1}}}-{\sqrt {\sigma _{2}}})^{2}}
{\displaystyle \sigma _{max}=({\sqrt {\sigma _{1}}}+{\sqrt {\sigma _{2}}})^{2}}
Пусть {\displaystyle \sigma _{1}=\sigma _{2}=\sigma _{0}}, тогда:
{\displaystyle \sigma =2\sigma _{0}(1+\cos(2{\tfrac {2\pi }{\lambda }}l\sin \gamma ))=4\sigma _{0}\cos ^{2}({\tfrac {2\pi }{\lambda }}l\sin \gamma )}
Реальные объекты имеют несколько колеблющихся точек.
{\displaystyle {\dot {U}}_{\Sigma }=\sum _{i=1}^{N}{\dot {U}}_{i}=\sum _{i=1}^{N}U_{i}e^{-j\varphi _{i}}}
{\displaystyle U_{\Sigma }=\left|{\dot {U}}_{\Sigma }\right|={\sqrt {\sum _{i=1}^{N}U_{i}e^{-j\varphi _{i}}\cdot \sum _{i=1}^{N}U_{i}e^{j\varphi _{i}}}}}
{\displaystyle U_{\Sigma }=\sum _{i=1}^{N}U_{i}+2\sum _{i=1}^{N}\sum _{k=1}^{N}U_{i}U_{k}\cos \varphi _{i,k}}
{\displaystyle \varphi _{i,k}\approx -\pi ..\pi }, а значит {\displaystyle \cos \varphi _{i,k}\approx 0}.
Тогда суммарное поле:
{\displaystyle U_{\Sigma }=\sum _{i=1}^{N}U_{cp_{i}}^{2}\Rightarrow \sigma =\sum _{i=1}^{N}\sigma _{cp_{i}}}
{\displaystyle \varphi _{i,k}} — определяется как изменение фазовых структур отражённой волны.
Фазовый фронт отражённой волны отличается от сферического.

## Определение ЭПР распределённых целей
Распределённая цель — цель, размеры которой выходят за пределы разрешающего объёма РЛС.

### Условие распределённости цели
Нарушение любого из условий вводит цель в класс распределённых
{\displaystyle {\begin{cases}l\leqslant \delta R\\l\leqslant \delta l_{h}\\l\leqslant \delta l_{w}\\\end{cases}}}
Здесь:
- {\displaystyle \delta R} — Размер разрешающего объёма РЛС по дальности;
- {\displaystyle \delta l_{h}} — Размер разрешающего объёма РЛС по ширине (углу азимута);
- {\displaystyle \delta l_{w}} — Размер разрешающего объёма РЛС по высоте (углу места);

То есть линейные размеры цели должны полностью находиться внутри элемента разрешения РЛС.
Если это не так, то в этом случае ЭПР цели будет суммой ЭПР каждого элементарного участка цели:
{\displaystyle \sigma =\sum _{i=1}^{N}\sigma _{cp_{i}}}.
Если распределённый объект состоит из изотропных однотипных отражателей с одинаковыми свойствами, то общее ЭПР можно найти как произведение ЭПР на число отражателей:
{\displaystyle \sigma =N\cdot \sigma _{cp}}
Число элементов такой цели обычно неизвестно.

### Удельная ЭПР
В этом случае целесообразно ввести удельную ЭПР (σуд) — это ЭПР единичной площади (dS), или единичного объёма (dV) распределённой цели.
| {\displaystyle \sigma _{S}=\sigma _{dS}\cdot S} | (27) |
| {\displaystyle \sigma _{V}=\sigma _{dV}\cdot V} | (28) |

Здесь:
- {\displaystyle \sigma _{dS}} — удельная ЭПР единичной поверхности {\displaystyle [-]};
- {\displaystyle \sigma _{dV}} — удельная ЭПР единичного объёма {\displaystyle \left[{\tfrac {1}{m}}\right]};
- S — одновременно отражающая поверхность
- V — одновременно отражающий объём.

S и V целиком определяются размерами ширины диаграммы направленности и элементом разрешения по дальности, то есть параметрами излучённого сигнала.

## Инфраструктура
Замер эффективной площади рассеяния габаритного макета летательного аппарата осуществляется следующим образом:

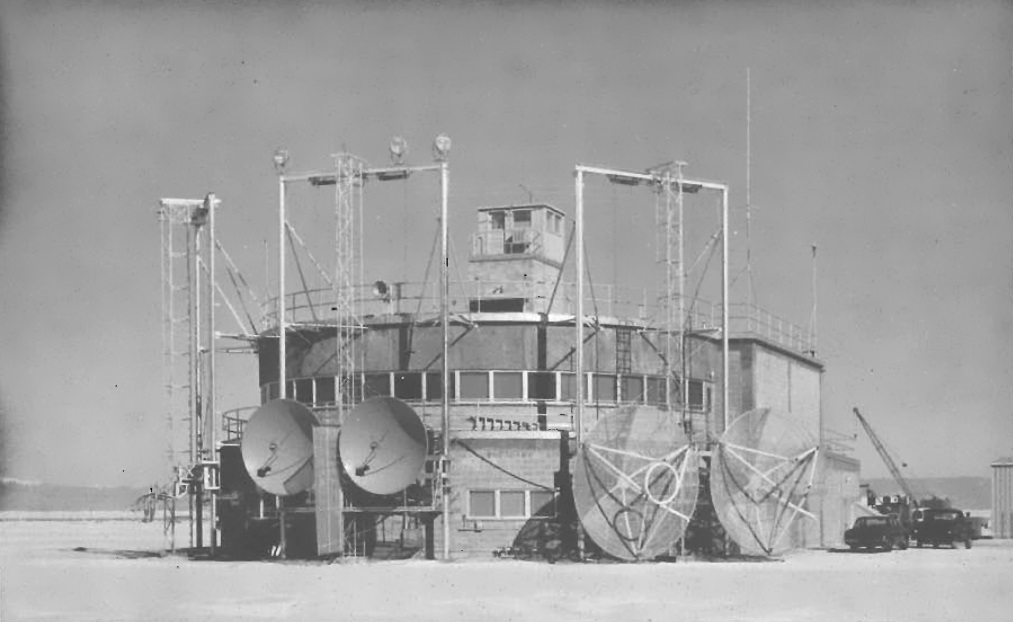
станция измерительного комплекса
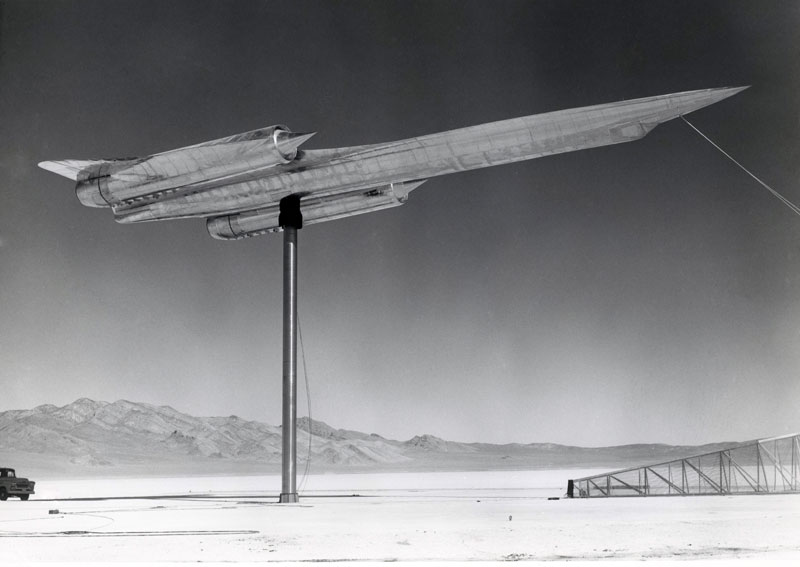
высотный самолёт-разведчик A-12
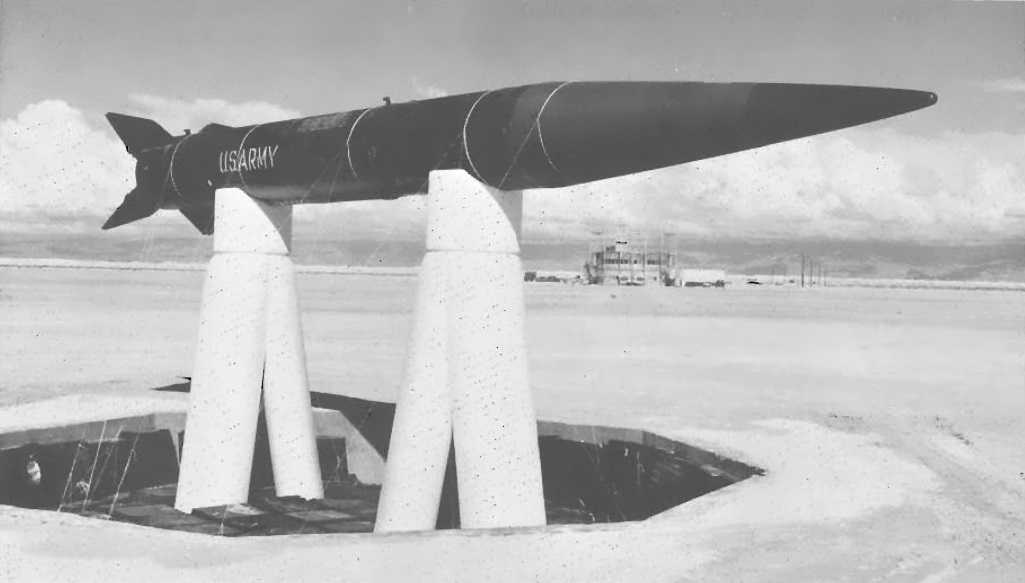
ОТР «Сержант»
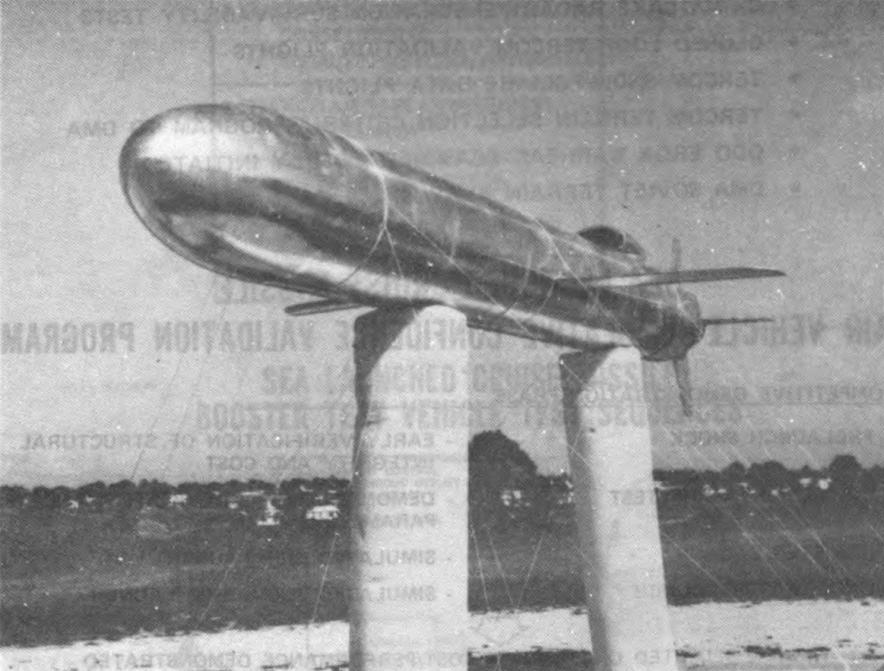
КРМБ «Томагавк»
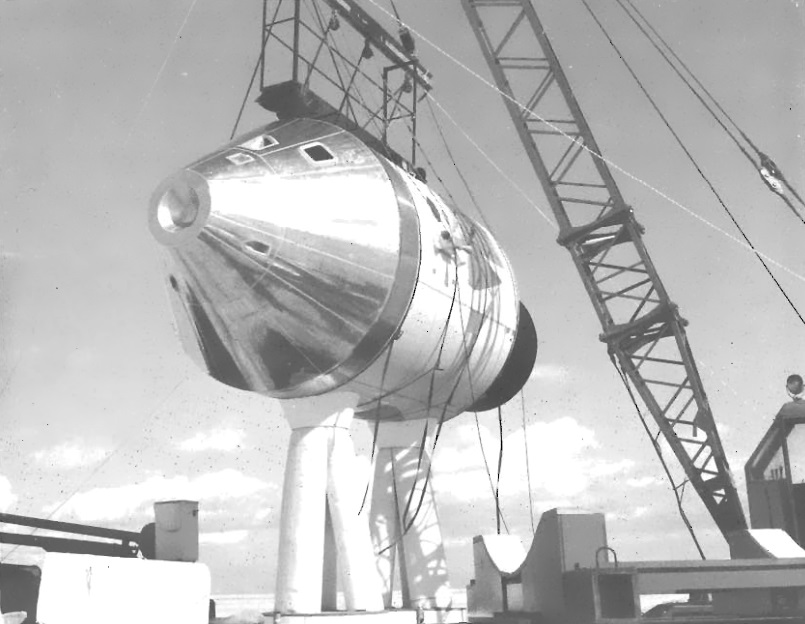
Командный/служебный отсек КА «Аполлон»